# Black Knight (videogioco)
Black Knight è un videogioco pubblicato nel 1984 per Commodore 64 dall'editrice britannica Interdisc. Si controlla il cavaliere nero, a piedi o a cavallo, in una serie di sequenze d'azione di genere variabile. L'animazione fu molto apprezzata dalla critica del tempo.

## Modalità di gioco
Il cavaliere è rappresentato come un uomo barbuto con spada e senza armatura e deve superare quattro fasi per recuperare il tesoro reale. L'ambientazione è prevalentemente un paesaggio arido e desolato, con visuale bidimensionale di lato. Spesso sono richiesti singoli azionamenti del joystick con tempismo preciso, in uno stile che può ricordare quello dei classici giochi arcade su laserdisc.
Descrizione delle quattro fasi:
1. Il protagonista a cavallo galoppa da destra a sinistra lungo un percorso pianeggiante con scorrimento continuo. Si può variare la posizione orizzontale del cavallo e saltare, per evitare crepacci, fulmini che scavano buche nel terreno e palle di fuoco che piovono dal cielo.
2. Da qui il cavaliere è a piedi e avanza ancora da destra a sinistra, ma affrontando una serie di schermate singole, ciascuna con differenti ostacoli. Si deve correre e saltare tra precipizi, piattaforme di roccia pericolanti, ponti mobili, cascate intermittenti; si incontrano anche un serpente da decapitare con la spada e un coccodrillo da utilizzare come piattaforma.
3. Il cavaliere deve affrontare un labirinto in muratura a scorrimento multidirezionale. Questa è l'unica fase con visuale dall'alto e con animazione molto più piccola e semplice. La visuale è ridotta a un piccolo quadrato al centro dello schermo, che mostra solo gli immediati dintorni del protagonista, per simulare l'oscurità. L'obiettivo è trovare la chiave e quindi l'uscita, evitando di cadere nelle botole.
4. Di nuovo nel paesaggio roccioso, c'è lo scontro finale con il nano che ha rubato il tesoro. Si combatte un duello con le spade, dove non è possibile uccidere il nano, ma bisogna soltanto resistere, finché arriva una piattaforma mobile con la quale si fugge e si raggiunge lo scrigno del tesoro.

Sono disponibili due livelli di difficoltà, ma il gioco è in ogni caso piuttosto impegnativo.

## Sviluppo
Black Knight venne sviluppato dall'azienda australiana Simulated Graphics e in particolare dal programmatore Kyle Hodgetts, che riuscì a realizzare animazioni di livello molto notevole all'epoca per il Commodore 64.
L'editrice era invece l'azienda britannica Interdisc, creata dalla casa discografica Island Records per tentare di entrare nel mercato dei videogiochi.
La Interdisc ebbe vita breve, ma produsse alcuni titoli piuttosto originali, tra cui Hercules e Black Knight.